# パルチザン (軍事)

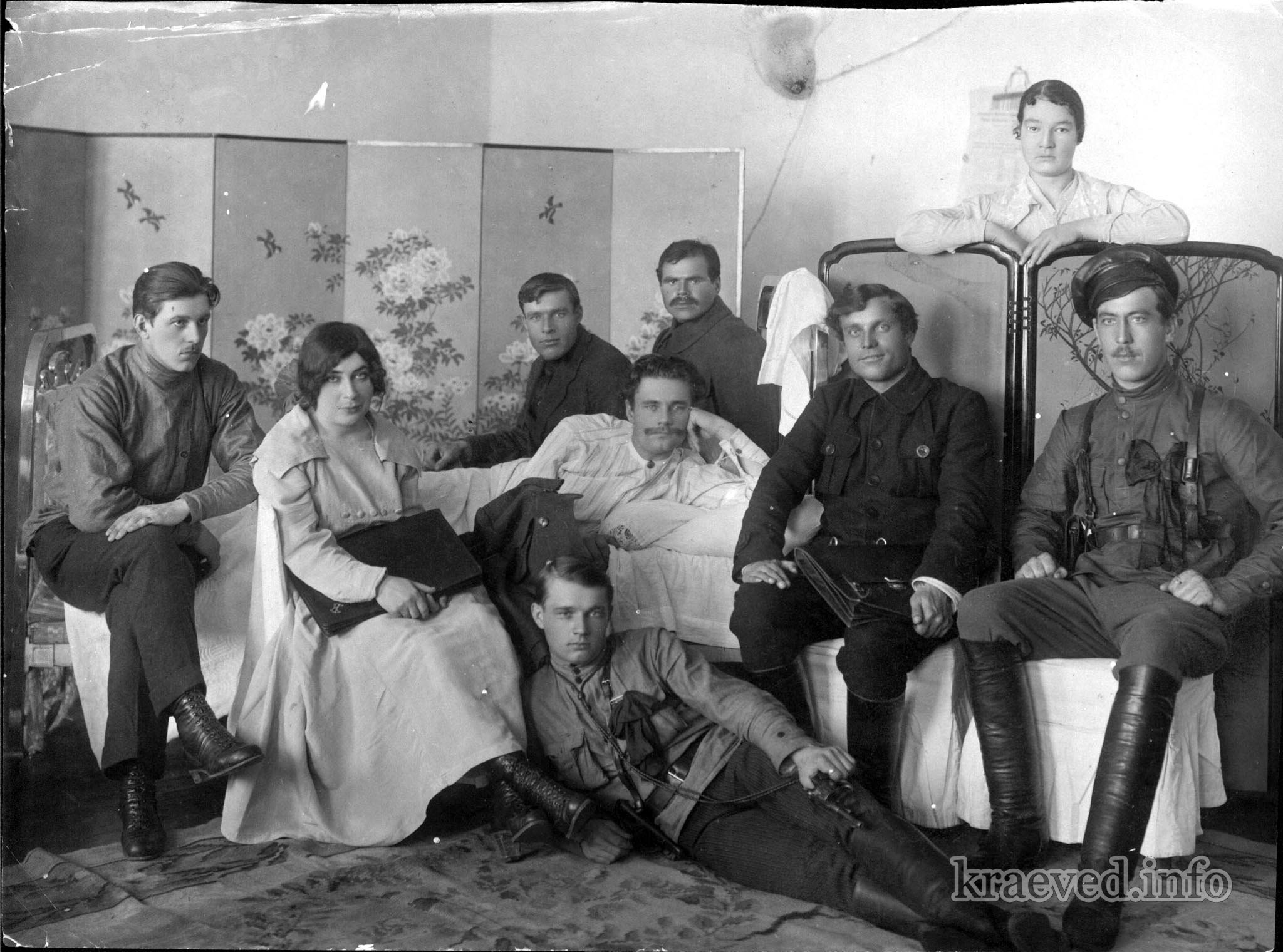
尼港事件を起こした赤軍パルチザン幹部の集合写真

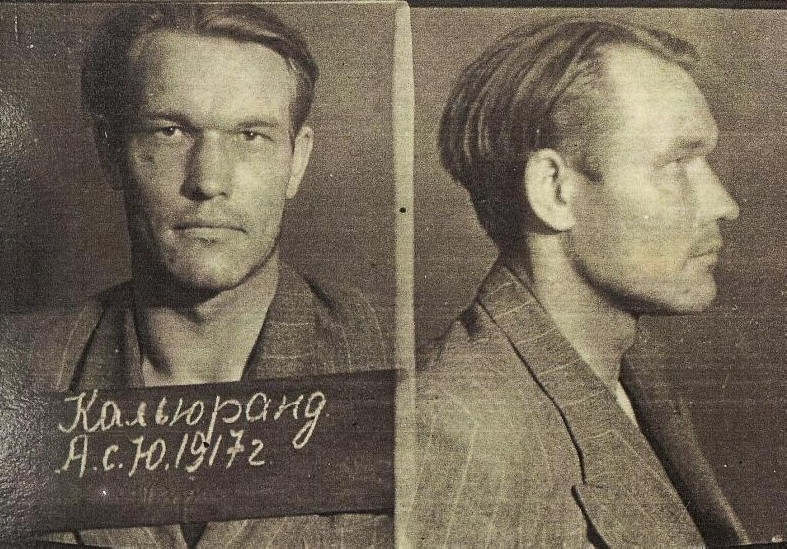
エストニアの反ソビエトパルチザン「森の兄弟」の司令官アンツ・カリュランド、内務人民委員部に逮捕された後に撮影

パルチザン（英: partisan）とは、他国の軍隊または反乱軍等による占領支配に抵抗するために結成された非正規軍の構成員である。英語ではレジスタンス運動の一部にも適用される。第二次世界大戦中のナチス・ドイツやファシズム時代のイタリアの支配に抵抗した各国の抵抗運動がその例である。
イタリア語のpartigianoからきたフランス語で、占領軍への抵抗運動や内戦・革命戦争といった非正規の軍事活動を行なう遊撃隊 およびその構成員 を指す単語である。ゲリラの類義語である。

## 歴史
ラテン語由来の、「partisan」というフランス語が初めて現れたのは、17世紀において戦争を支持する党派の指導者を指すために用いられた時である。
パルチザン闘争の初めの概念は、戦闘地域の現地民(場合によっては正規軍)によって構成される部隊を使うことを含んでいた。彼らの目的は、敵戦線の背後で通信を妨害することや、前線基地として使われた拠点や村を占拠すること、輸送部隊を奇襲すること、戦争税や寄付を募ること、敵物資を略奪すること、敵が分散して軍事行動の拠点を守らざるを得なくさせることであった。
18世紀においてパルチザン戦術の教本として最初に使われたもののうちの一つは、1756年から1763年までの七年戦争中にプロイセン軍で工兵大尉を務めたハンガリー人の将校であったイェネイ・ミハーイ・ラヨシュが1756年にデン・ハーグで出版した「Le Partisan ou l'art de faire la petite-guerre avec succès selon le génie de nos jours」（パルチザン、または、私たちの時代の技術で小さな戦争を成功裏に遂行する方法）である。ヨハン・フォン・エーヴァルトはパルチザンの戦略・戦術を1789年に執筆した「Abhandlung über den kleinen Krieg」（小さな戦争に関する論文）で詳細に説明した。
パルチザン戦闘の概念は、後にアメリカ合衆国における南北戦争の「パルチザン・レンジャーズ」の基礎を形作ることとなった。アメリカ連合国陸軍のジョン・モスビーのようなパルチザンの指導者は、ヨハン・フォン・エーヴァルト（後にアントワーヌ＝アンリ・ジョミニとカール・フォン・クラウゼヴィッツの両者も）が解説した手順に沿って作戦行動を行った。本質的に、19世紀のアメリカのパルチザンは、ドイツ占領下のヨーロッパで軍事行動をしていた「パルチザン」よりも、第二次世界大戦中に結成されたコマンド部隊に近い。モスビー式の兵士であれば、合法的に自らの州軍の正規兵として考えられていただろう。
19世紀半ばのパルチザンは実質的に軽騎兵や非組織的または半組織的ゲリラとは異なるものではなかった。ロシアのパルチザンは彼らの激しい抵抗と持続的な襲撃によって1812年のフランスとの戦争でフランス軍をロシアから追いやることに寄与し、ナポレオンの凋落に大きな役割を果たした。
ロシア帝国は第一次世界大戦でも、スタニスラフ・ブラク＝バラホーヴィッチ等のパルチザンを利用した。

## ウクライナ蜂起軍

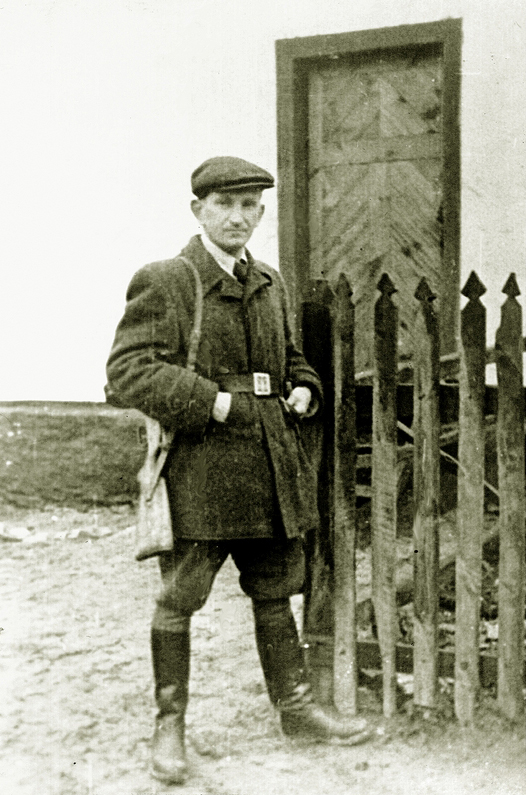
ウクライナ蜂起軍の司令官ロマン・シュヘーヴィチ 1943年

ウクライナ蜂起軍(ウクライナ語: Українська Повстанська Армія (УПА), Ukrayins’ka Povstans’ka Armiya; UPA) はウクライナのナショナリズムを基盤とする反体制武装組織、後にパルチザンとして、第二次世界大戦中のナチス・ドイツやソ連、チェコスロバキア、ポーランド地下国家とポーランド人民共和国の両者に対する一連のゲリラ紛争を行った軍事組織である。その集団はウクライナ民族主義者組織の軍事派閥―元々は1943年の春と夏にヴォルィーニで結成されたステパーン・バンデーラ派(OUN-B)であり、その公式な結成日は生神女庇護祭の日である1942年の10月14日であった。
当時ウクライナ民族主義者組織が宣言した目標は、結束し、独立した主権国家をウクライナ人の住む地域に再び建設することだった。彼らは占領軍を追放し、すべての地域と社会集団を代表する政府を建設するため、暴力を他国の敵と同様に国内の敵である独裁政権ウクライナ・ソビエト社会主義共和国に対する政治的手段として認めていた。その組織はレジスタンス組織として始まり、 ゲリラにまで発展した。
ウクライナ民族主義者組織が存在していた間、ポーランドとソビエト連邦を主な敵国として戦い、1943年2月よりナチス・ドイツとの戦闘を開始した。1944年の春の終わりからは、ソビエト連邦の侵攻に直面したウクライナ蜂起軍とウクライナ民族主義者組織-バンデーラ派(OUN-B)は、ウクライナ人の独立国家を建設できるという希望の下、ドイツとも共闘してポーランドとソビエト連邦と戦っていた。また、ウクライナ蜂起軍はヴォルィーニとガリツィアでポーランド人の大虐殺を犯し
、大戦後はポーランド共産政府によるポーランド南東部のウクライナ人の追放を妨害した（ポーランドにおけるウクライナ人の追放）。

## 赤軍パルチザン

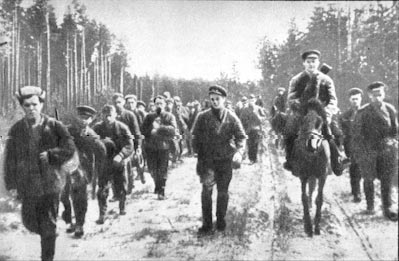
ベラルーシでの赤軍パルチザン 1944年

第二次世界大戦中のソビエト連邦のパルチザン、特にベラルーシでのそれらのパルチザン行動は、効果的にドイツ国防軍を攻撃し、彼らのその地域での軍事行動を著しく阻止した。結果として、ソビエト連邦の支配がドイツ占領下の地域に再び深く確立することとなった。パルチザンのコルホーズが食料を得るために穀物や家畜を育てていた地域もあった。しかし、この例は一般的ではなく、パルチザンは地域の全住民から時として強制的に物資を徴発した。
フィンランドにおける赤軍パルチザンは村を攻撃し、無差別に住民を狙っていたことが知られている。東カレリアでは、パルチザンのほとんどがフィンランドの軍事物資や通信施設を攻撃したが、フィンランド国内では、ほぼ3分の2の攻撃は市民を対象としたもので、200人の死者と50人の負傷者を出し、その多くは女性や子供、老人であった。

## ユーゴスラビア・パルチザン

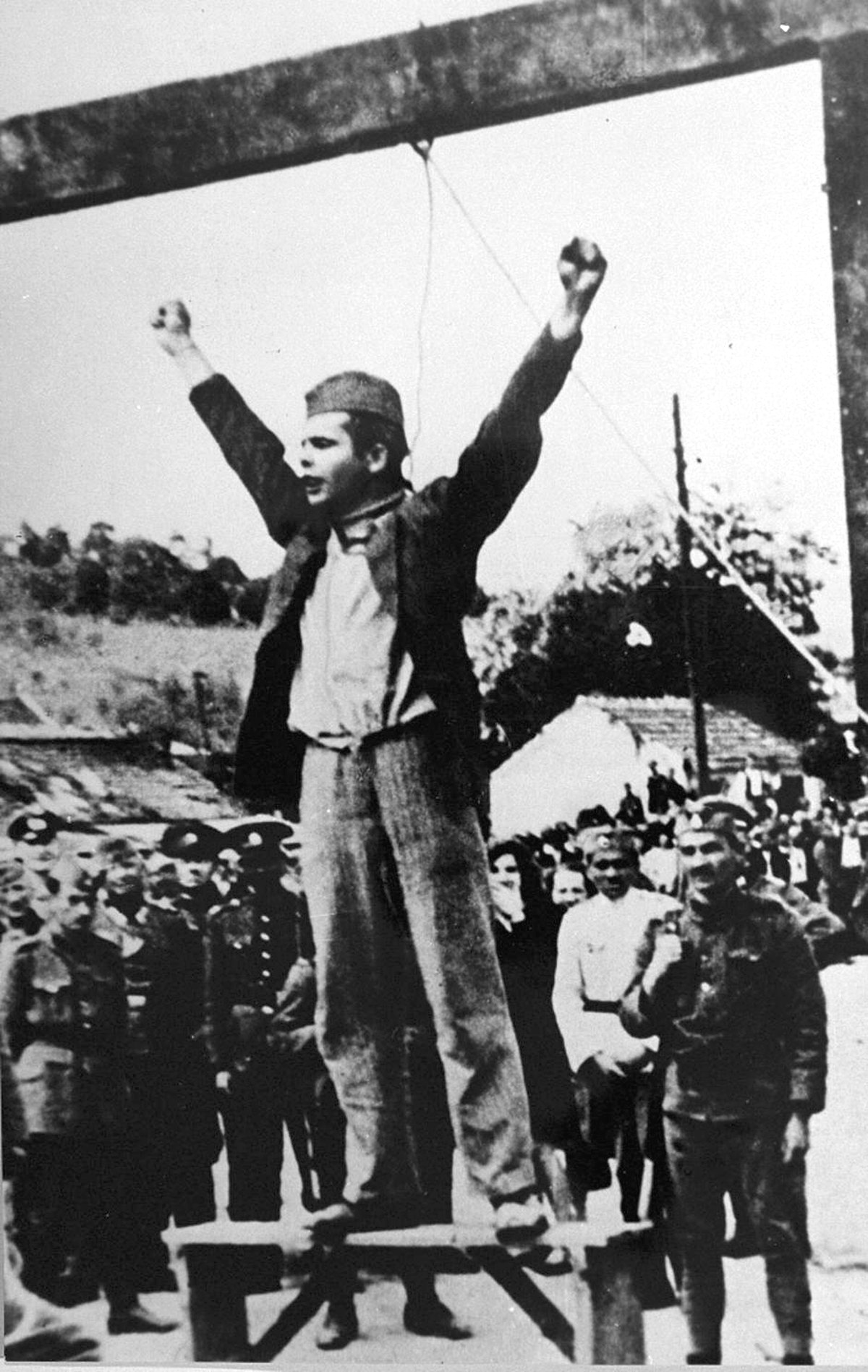
ユーゴスラビアのパルチザンスティエパン・フィリポヴィチ死の直前の一枚

パルチザンあるいは国民解放軍、(正式には国民解放軍とユーゴスラビア・パルチザン分遣隊)はヨーロッパの、反ナチスの最も効果的なレジスタンス運動であった。第二次世界大戦中、ユーゴスラビア共産党が主導したもので、その司令塔は、最高指揮官ヨシップ・ブロズ・チトーであった。共産主義によるパルチザンは、ユーゴスラビア人民解放戦争においてユーゴスラビアの中心的な部隊であった。
1943年の半ばまでには、ドイツやその同盟国へのパルチザンの抵抗は、単なる厄介ごとに過ぎなかった規模から、全般的な状況における主要な要素の次元にまで成長した。占領下のヨーロッパの多くでは、敵はパルチザンの手による損失を被り、不快な状況下にあった。ユーゴスラビア以上に損失が発生した地はなかったであろう。—バジル・ダビットソン
1944年末ごろにはパルチザン部隊の総数は、男女合わせて65万人にも上り、4個軍と52個師団を編成し通常戦に参加した。1945年の4月には、パルチザンの人数は80万人以上となった。
終戦直前の1945年の3月、すべてのパルチザンはユーゴスラビアの正規軍に再編され、ユーゴスラビア軍と改名された。その名前は1951年まで続き、改名された後ユーゴスラビア人民軍となった。
第二次世界大戦後のユーゴスラビアは、第二次世界大戦中に自国の軍事力を主力として解放されたヨーロッパ国家の一つであった。また、ユーゴスラビアはベオグラード攻撃中にソビエト連邦から多くの支援を受けており、バルカン航空軍からも1944年半ばから相当な支援を受けていたが、1944年まではほぼイギリスから限定的な支援を受けているだけだった。終戦時には他国の軍隊は全て撤収していた。結果の一部として、ユーゴスラビアは冷戦の始まりの際、両陣営の間にいることとなった。

## パルチザンの一覧
- パルチザン (アルバニア)（英語版）
- アルメニア非正規部隊（英語版）
- 国内軍 (ポーランド)
- 人民軍 (ポーランド)
- Bataliony Chłopskie
- 奇襲者（英語版）
- ブルガリアのレジスタンス運動（英語版）
- カフカス戦線 (チェチェン戦争)（英語版）
- 呪われた兵士（英語版）
- オランダのレジスタンス運動（英語版）
- 森の兄弟（英語版）
- Franc Tireurs Partisans
- 自由フランス
- フランスのレジスタンス運動（英語版）
- ギリシャのレジスタンス運動（英語版）
- イタリアのレジスタンス運動（英語版）
- ユダヤ・パルチザン（英語版）
- ユダヤ人戦闘組織
- クペルハノフ大隊（英語版）
- リトアニア・パルチザン（英語版）
- モーズビーレンジャーズ（英語版）
- 武装国軍（英語版）
- パルチザンレンジャー運動（英語版）
- ポメラニア・グリフィン（英語版）
- ポーランドの反独闘争
- ローマでの反社会主義抵抗運動（英語版）
- 赤軍パルチザン
- ウクライナ蜂起軍
- パルチザン (ユーゴスラビア)
- ヴェアヴォルフ